# Rugin
Rugin (nep. रुगिन) – gaun wikas samiti w zachodniej części Nepalu w strefie Seti w dystrykcie Bajura. Według nepalskiego spisu powszechnego z 2011 roku liczył on 522 gospodarstwa domowe i 2914 mieszkańców (1450 kobiet i 1464 mężczyzn).